# パラオの世界遺産

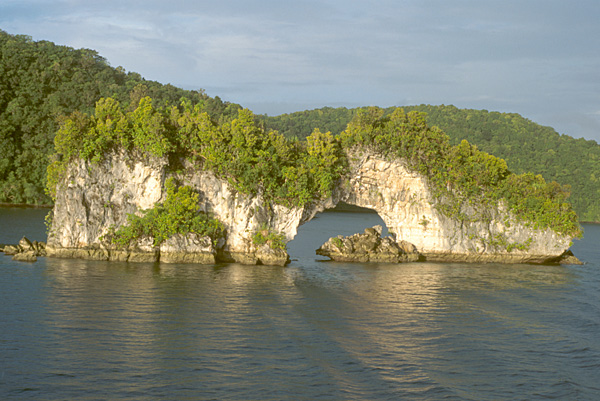
ロックアイランド群と南ラグーン

パラオの世界遺産について述べる。パラオの世界遺産条約受諾は2002年6月11日のことであった。以下は第38回世界遺産委員会（2014年）終了時点のものである。

## 文化遺産
なし

## 自然遺産
なし

## 複合遺産
- ロックアイランド群と南ラグーン - 2012年

## 暫定リスト

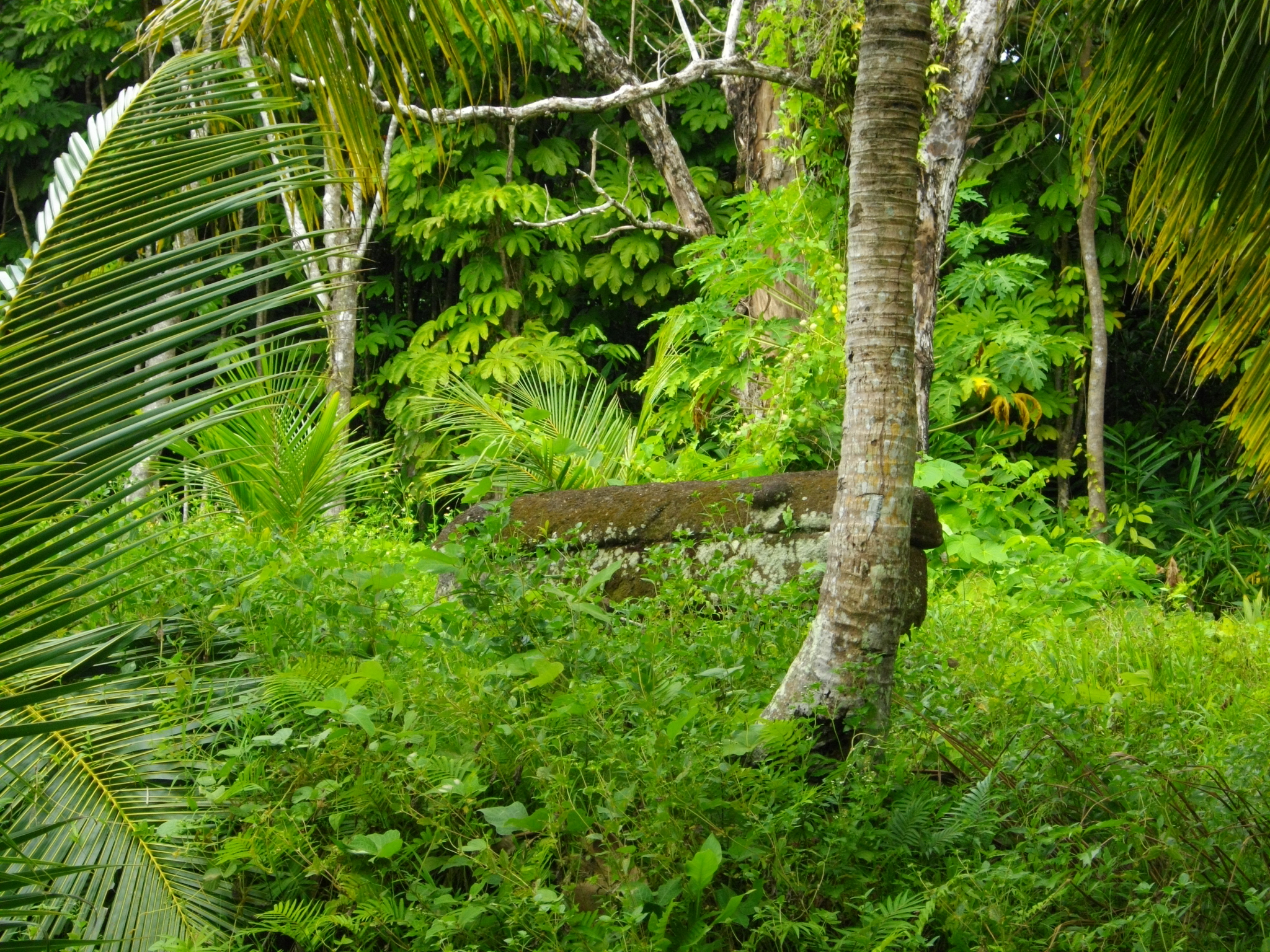
コンレイの石棺

世界遺産の暫定リストには、4件が記載されている（いずれも2004年記載）。
- Ouballang ra Ngebedech (Ngebedech Terraces)
- Imeong Conservation Area
- ヤップ石貨石切り場遺跡 (Yapease Quarry Sites)
- コンレイの石棺 (Tet el Bad (Stone Coffin))